# Jean-Louis Bruguès
Jean-Louis Bruguès, O.P. (Bagnères-de-Bigorre, 22 de novembro de 1943) é um arcebispo francês, Arquivista emérito dos Arquivos Secretos do Vaticano e Bibliotecário emérito da Biblioteca Vaticana.
Foi ordenado padre em 22 de junho de 1975 pela Ordem dos Pregadores. Em 20 de março de 2000, é nomeado bispo de Angers.
Recebe a consagração episcopal em 30 de abril de 2000 pela imposição das mãos do cardeal Pierre Étienne Louis Eyt, arcebispo de Bordeaux.
Em 10 de novembro de 2007 é nomeado secretário da Congregação para a Educação Católica e é elevado à dignidade de arcebispo.
Em 26 de junho de 2012 é nomeado bibliotecário e arquivista da Santa Igreja Romana, em substituição do cardeal Raffaele Farina, que resignou pela idade.